# تانک سبک ام۲
تانک سبک ام۲ (به انگلیسی: M2 light tank) یک تانک سبک آمریکایی بود که اواسط دهه ۱۹۳۰ طراحی و به شکل محدودی در جنگ جهانی دوم به کار گرفته شد.